# Жереб
Же́реб або жеребо́к — метод, уживаний з метою встановлення певної черговості, прав та обов'язків на що-небудь, оснований на випадковості.

## Етимологія
Українське жереб походить від прасл. *žerbъ, *žerbьjь, яке вважають похідним від пра-і.є. *gerbʰ- («дряпати», «різати»). Первісним значенням слова *žerbъ було «відрізок», «частка» (аналогічно тому слово «доля» може означати й «жереб», «талан» і «частка»[джерело?]) або «насічка», мабуть, це було пов'язане з ворожінням на «різах». Споріднені слова в інших індоєвропейських мовах: прусськ. gīrbin («число»), грец. γράφω («пишу», первісно — «дряпаю», звідси й «графіка», «географія» тощо), дав.-в.-нім. kërfan та нім. kerben («робити зарубки», «нарізати») і Kerbe («зарубка»), дав.-англ. ceorfan («нарізати, різати»), англ. carve («різати»).

## Способи кидання жеребу
- Витягування наосліп предметів, один з яких помічений (коротша соломинка, помічена фішка)
- Кидання гральних кісточок
- Кидання монети («орел і решка»)
- Спосіб «Камінь-ножиці-папір»
- Своєрідним жеребкуванням можна також вважати спосіб визначення ведучого у дитячих іграх за допомогою лічилки.

## Застосовування жеребу
У давнину кидання жеребу (встановлення винного за випадковою ознакою) розглядалось як один з Божих судів, а випадання жеребу на одного з підозрюваних як проява Божественної волі.
У старому українському судовому процесі при відсутності прямих доказів злочину кидали жереб. Результат жеребу розглядався як прояв волі вищої сили, яка стверджувала або відкидала звинувачення. Подекуди жереб зберігався до останнього часу у звичаєвому праві при поділі майна.
У Стародавній Греції жереб був найрозповсюдженішим методом призначення посадових осіб, і нині вважається однією з головних особливостей афінської демократії.
Форма правління, у якій посадові особи визначаються жеребкуванням, зветься демархією.

## Інші значення

### У переносному значенні
- Слово «жереб» іноді уживається у сенсі «життєвий шлях, доля».

### Омонім
- Жереб — рідковживана назва жеребця, самця коня[1]